# Airbrush

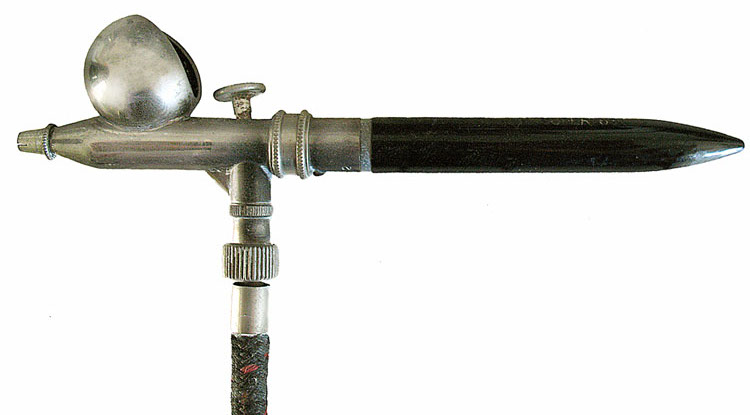
Aerographic Super 63 Airbrush

Een airbrush is een kleine, op basis van lucht werkende verfspuit die verschillende inkt- en verfsoorten kan verwerken. De eerste airbrush werd uitgevonden in 1879 door Abner Peeler, in Iowa, Verenigde Staten. 

## Geschiedenis
De eerste door Peeler uitgevonden airbrush maakte gebruik van een met de hand bediende compressor. De uitvinder patenteerde het voor het maken van waterverfschilderijen en andere vormen van kunst. Deze airbrush bestond uit vele onderdelen die voorkwamen in een juwelierswinkel zoals oude schroevendraaiers en soldeerbouten. Het duurde vier jaar voor er een praktisch model ontwikkeld werd. 
De eerste moderne airbrush werd aangeboden in 1893, door Thayer and Chandler op de World Columbian Exposition in Chicago. Deze airbrush was uitgevonden door Charles Burdick. Dit apparaat leek op een pen en werkte op een andere manier dan die van Peeler, de basis is in de loop der tijden niet veel meer veranderd. De meeste accurate airbrushes komen momenteel uit Japan, een van de bekendere is de Iwata. Aerograph en Burdick zijn de originele firma's en maken nog steeds de airbrushes komende uit Engeland.

## Uitvoering/ontwerp
Een airbrush werkt als volgt.
De toevoer van lucht vanuit de compressor wordt via een ventiel dat de luchthoeveelheid regelt doorgevoerd naar de airbrush. Door het venturi-effect komt er een onderdruk in de pen die de verf/inkt gelijkmatig in een nevel meezuigt en verspreidt op het te bespuiten object. De toevoer van de inkt/verf is te regelen door een naald die door de airbrush loopt via een trekker die men in kan drukken, voor luchttoevoer en achterwaarts of voorwaarts te bewegen voor verfaanvoer (dubbel actie airbrush). Zo is het mogelijk een zeer dunne lijn te spuiten maar ook kleinere oppervlaktes. 
Voor het spuiten van grotere oppervlaktes zijn verschillende soorten airbrushes verkrijgbaar. Deze hebben dan een grotere sproeieropening en een groter reservoir. De techniek staat toe om zo twee verschillende kleuren regelmatig over elkaar te laten vloeien wat een zeer egaal en soms foto-realistisch effect geeft. 
Er kan gespoten worden uit de hand maar ook wordt er veel gebruikgemaakt van maskers en sjablonen. Er kan gespoten worden met vele verschillende soorten verf of inkt en andere, daarvoor bestemde (vloei)stoffen. Bij het starten van een opdracht dient er eerst een zeer goede planning gemaakt te worden hoe en waar de diverse kleuren en schaduwplaatsen aangebracht dienen te worden.

## Type airbrushes
Er zijn drie verschillende soorten airbrushes:
1. waar de trekker alleen voor dient om de verf door te laten;
2. waar de trekker alleen de lucht doorlaat;
3. waar met de trekker de verf en de lucht geregeld wordt, deze is de meest geavanceerde en wordt veelal gebruikt door professionals.

Er zijn airbrushes met een lage druk van circa 1 bar terwijl andere beter werken met een druk van 2 bar. 
Iets geheel anders daarentegen is de verfspuit. Deze werkt rond een druk van 7 bar en wordt veelal gebruikt bij grotere oppervlaktes. Met een verfspuit kan men ook dikkere verf spuiten, maar niet de kunst van lijnenspel vervaardigen. Deze verfspuiten zijn geschikt voor het vullen van grote vlakken.

## Diverse modellen
Enkelactie-model (single action)
- De simpelste wordt enkele actie genoemd. Bij deze uitvoering dient de trekker om verf toe te voeren in de airbrush en is de goedkoopste uitvoering. De luchttoevoer is constant en wordt niet onderbroken. Hieronder vallen ook de verfspuiten.

Dubbelactie-model (double action)
- Bij dit model heeft de trekker een dubbele functie. Bij het indrukken komt er lucht binnen in de airbrush en door het naar achteren te trekken komt er verf vrij die zich dan mengt met de lucht en zo op het object neerkomt. Deze airbrush geeft een complete controle over de verf- en luchttoevoer, wat zeer belangrijk is bij nauwkeurig werk.

Turbomodel
- Dit is een airbrush waar een mechanisme is bijgebouwd waar de luchttoevoer extra door een ruimte gaat om zo meer zuivere kracht te ontwikkelen en daardoor nog nauwkeuriger kan werken. Met deze airbrush is het spuiten van haarlijnen makkelijker en nauwkeuriger.

## Toevoer verf/inkt
Verf/inkt kan op verschillende manieren aangevoerd worden. Als het reservoir boven op de airbrush zit, noemt men dit 'zwaartekrachtvoeding'. Als het reservoir onder de airbrush zit, noemt men dit 'bodemvoeding'. Zit het aan de zijkant, dan noemt men het 'zijkantvoeding'. 
Met een 'interne mix' airbrush wordt de verf gemixt in de airbrush zelf dicht bij de sproeier.
Met een 'externe mix' komt de lucht pas bij de verf/inkt buiten de airbrush, wat een meer stippeleffect geeft. External mix airbrushes (meestal zijn dit verfspuiten) zijn goedkoper en meer geschikt voor grote oppervlaktes en het verwerken van verf en vernis.

## Techniek
Door het leren te manipuleren van de verf samen met de lucht zijn er, door ook nog vele verschillende afstanden te nemen, vele mogelijkheden. Het is mogelijk uit de vrije hand te spuiten, maar ook wordt er veel gebruik gemaakt van maskers. Ook hier geldt dat bij verschillende opdrachten verschillende types airbrushes worden gebruikt. Voor het beginnen van een opdracht zal wel overwogen moeten worden wat er gedaan dient te worden, maar ook welk materiaal er gebruikt dient te worden, single actie of dubbel actie airbrushes.
- Bij de 'dubbel actie'-techniek druk je de trekker in tegelijk met het naar achteren trekken waarbij de verf en lucht gelijkmatig op het oppervlak komen. Een van de belangrijkste oefeningen is dat je een lijn kan spuiten zonder dat je ziet dat de lijn in het begin of aan het einde dikker is geworden. Als je deze vaardigheid onder de knie hebt ben je de airbrush meester en is het mogelijk alles te vervaardigen.

- Bij de 'enkel actie airbrush' kun je de trekker alleen naar achter trekken. De lucht wordt automatisch gemengd met de verf en je kunt alleen de hoeveelheid verf beïnvloeden. Om dunnere of dikkere lijnen te krijgen is het nodig om de sproeier aan te passen of de toevoer van lucht naar de verf toe aan te passen.

Het meest belangrijke bij beide technieken is dat je hand altijd eerder beweegt dan de toevoer van verf die op je werkoppervlak neerkomt. Anders ontstaan er natte vlekken, ook weleens druipers genoemd.

## Dekkend versus transparant
Globaal gesproken zijn er twee manieren van werken met de airbrush: dekkend en transparant.
- Dekkend spuiten is in dit opzicht vergelijkbaar met olieverfschilderen. Het houdt in dat de gespoten verftinten maar weinig worden verdund met water (of oplosmiddelen bij sommige autolakken). De ondergrond wordt uiteindelijk totaal overdekt met de verflagen, die onderling wel in elkaar overvloeien. Op voorhand wordt de te spuiten kleur voor een bepaald detail door mengen van meerdere verftinten verkregen. Het voordeel van deze techniek is een maximale controle over het eindresultaat. Als de gespoten kleur uiteindelijk 100% dekkend is aangebracht is die kleur exact in overeenstemming met de vooraf gemengde kleur. Meer lagen aanbrengen verandert dan niets aan de reeds aanwezige kleur. Een tweede voordeel is dat correcties relatief eenvoudig aan te brengen zijn, want er wordt een nieuwe dekkende laag over de oude gespoten.
- Transparant spuiten is in dit opzicht vergelijkbaar met aquarelleren. Het houdt in dat de bestaande ondergrond meebepalend is voor de uiteindelijke kleurstelling. De verf wordt hierbij matig tot zeer sterk verdund, soms zelfs meer dan 1:100. Bij karton of papier zal de ondergrond om te beginnen wit zijn, en dat wit speelt een rol in het eindresultaat. De eindkleur is opgebouwd uit de kleur van de ondergrond plus alle de aangebrachte kleurlagen. De juiste kleur ontstaat aldus 'achteraf'. Het voordeel van deze techniek uit zich in de heel subtiele (zeg 'transparante') kleurnuances en kleurverlopen die hiermee te behalen zijn. Het nadeel daarentegen is dat het precieze eindresultaat moeilijk voorspelbaar is, want elke nieuwe laag verandert de reeds aanwezige kleur. Een ander nadeel is dat correcties zeer moeilijk aan te brengen zijn omdat ze de transparante kleurlagen rondom verstoren.

In de praktijk maken airbrushers meestal gebruik van een combinatie van beide technieken.

## Toepassingen

### Modelbouw
In de modelbouw wordt vaak gebruikgemaakt van airbrush. Het resultaat van airbrush is gelijkmatiger, strakker en mooier dan het aanbrengen van lak of verf met een kwast. Doordat er erg nauwkeurig gespoten kan worden, is airbrush bij uitstek geschikt voor het spuiten van de (vaak) kleine modelbouwonderdelen. Afhankelijk van het type verf, is verdunning vaak noodzakelijk. Een aantal leveranciers van modelbouwverf hebben airbrushverf in hun assortiment. Deze verf is al tot de juiste dikte verdund. 

### Kunst en illustraties
Vele artiesten gebruikten de airbrush voor het maken van illustraties.
Door de techniek te beheersen zijn de illustrators in staat fotokwaliteit en realistisch werk te leveren. De techniek is gesplitst in twee vormen. De eerste vorm is het gebruik van maskers of uit de vrije hand of andere combinaties om zo het gewenste resultaat te verkrijgen voor hun vrije werk. De tweede vorm is het gebruik voor sciencefiction-artiesten, boek- en technische illustraties en voor grafische artiesten om hiermee advertenties of illustraties te maken.

### Foto retoucheren
Voor het digitale tijdperk aantrad in de fotografie was de airbrush het werktuig om foto's te retoucheren, bij te werken of aan te passen, om alle puntjes en oneffenheden te verwijderen in de topfoto's die geplaatst werden in de bladen rond de wereld.
Deze vorm van airbrush was een van de moeilijkste vormen omdat het werken soms op tienden van millimeters was.
Ook werden mensen verwijderd, achtergronden veranderd of aangepast of storende delen omgezet.
Zo verkreeg je de perfecte foto's van vrouw en man in de vele bladen.

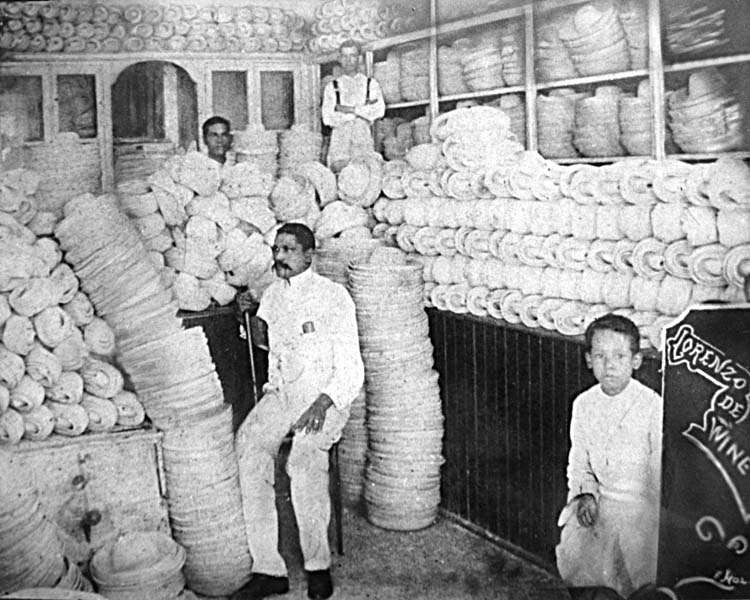
Foto na het bewerken met airbrush

Nu is het geheel overgenomen door het digitaal bewerken van foto's door de computer en hun programma's.
Toch blijft men in deze digitale programma's praten over airbrushing en airbrushtechniek.

### Muurschilderingen
Airbrushes zijn erg geschikt voor muurschilderingen, zeker als het om meer gedetailleerde schilderingen gaat.

### Make-up aanbrengen met airbrushes
In 1925 bij de film Ben-Hur werd er gebruikgemaakt door een airbrush bij het opmaken van acteurs.
Nu met de komst van high-definition televisie en digitale fotografie is er een nog grotere vraag gekomen om de fotomodellen/acteurs op te maken met een airbrush. De cosmetische industrie heeft hiervoor diverse lijnen met verschillen artikelen om aan deze vraag te kunnen voldoen.

### Airbrush als zonnebank
Airbrushes worden ook gebruikt om mensen zo te spuiten dat het lijkt dat ze natuurlijk bruin zijn, wat zeker een oplossing is in de reclamewereld. Dit wordt gedaan met een speciale soort verf. Het effect lijkt op henna.

### Nagelkunst
Nagelkunst is een gebruik van de airbrush op enkele centimeters om afbeeldingen te spuiten op de nagels van een persoon.

### Kleren
De airbrush is het meest bekend geworden in het bespuiten van T-shirts, broeken, jasjes en leren artikelen bespoten.
Airbrushartiesten zijn te vinden op markten, in winkelcentra en amusementsparken.

### Auto's
De airbrush wordt ook gebruikt in de auto- en motorindustrie.
Veel mensen laten een afbeelding op hun auto spuiten. Motorliefhebbers zijn er wild op als hun tank een of andere afbeelding bevat. Ook laten ze vaak hun helm bespuiten met een door hen uitgezocht werk.
Het spuiten van autolakken heeft wel een vertrek nodig waar een goede ventilatie en geen stof is. 
De airbrush, waar later de verfspuit is uit ontstaan, wordt gebruikt voor het opknappen van schade aan wagens of voor industriële doeleinden waar ook gebruik wordt gemaakt van spuitrobotten.

### Wapens
De airbrush wordt ook nog veel gebruikt in Amerika om de handvatten van een wapen te bespuiten om zo een opvallend object te hebben.

### Straatartiesten
Er zijn ook straatartiesten die voor toeristen voor een kleine bijdrage wat spuiten op een object dat zij aangeven. Er zijn pleinen waar deze artiesten ook tezamen werken, onder andere op Jackson Square in New Orleans. Rond de jaren zeventig was Panama City Beach in Florida de plaats waar honderden artiesten samenwerkten en afbeeldingen spoten op objecten die men hun gaf.